# 三菱パワー
三菱パワー株式会社（みつびしパワー、英: Mitsubishi Power, Ltd.）は、東京都千代田区に本社を置く、三菱重工業グループの一社。

## 概要
三菱重工業と日立製作所は2012年7月より火力発電所のインフラ事業の統合に関する交渉を行っていたが、同年12月に2014年1月をめどに統合することを発表した。
その後、2013年6月に統合に関する契約を締結、2014年2月1日付でそれぞれの事業と統合のうえ、三菱日立パワーシステムズ株式会社を設立させた。
事業統合の背景には、東日本大震災の原発事故をきっかけとした原発の稼働停止により、この事業の主要顧客であった電力会社の経営が苦しくなったことのほか、大型のガスタービンの生産を得意とする三菱重工と中・小型のガスタービンの生産を得意とする日立がひとつになることで、コストを下げこの分野のライバル企業であるゼネラル・エレクトリックやシーメンスと渡り合えるようにすることが上げられている。
2019年12月18日、日立製作所が所有する全株式を三菱重工業へ譲渡すると発表。2020年9月1日に三菱重工業の完全子会社となり、社名を三菱パワー株式会社に変更した。なお、当初は同年春頃の実施を予定していたが、新型コロナウイルス感染症（COVID-19）拡大の影響で各国の独占禁止法当局の審査が滞ったため遅れが生じた。
2021年10月1日、三菱重工業に火力発電システムに関する設計、製造、販売、据付およびエンジニアリング等の事業を吸収分割統合。なお、グローバル市場向け窓口としての国内法人では三菱パワーの商号を継続して使用している。

## 拠点
本社所在地
- 〒100-8332 東京都千代田区丸の内三丁目2番3号（丸の内二重橋ビル）

なお三菱重工業に吸収分割統合される前は日立工場（茨城県）、横浜工場（神奈川県）、高砂工場（兵庫県）、呉工場（広島県）、長崎工場（長崎県）の5つの製造拠点があった。これらの拠点は旧日立の日立工場、呉工場も含めて三菱重工業の製造拠点として再編された。

## 沿革
- 2014年
  - 2月1日 - 三菱日立パワーシステムズ株式会社設立[9]。本社は横浜市西区みなとみらいの三菱重工横浜ビル（現・KDX横浜みなとみらいタワー）に設置[9]。
  - 10月1日 - 子会社のバブコック日立を吸収合併[10]。
- 2015年10月1日 - 子会社の三菱日立パワーシステムズ環境ソリューション株式会社（現・三菱パワー環境ソリューション株式会社）を設立。
- 2016年2月18日 - 日立工場本館竣工。
- 2020年9月1日 - 三菱重工業の完全子会社となり、三菱パワー株式会社に社名変更[5]。
- 2021年10月1日 - 三菱重工業に火力発電システムに関する設計、製造、販売、据付およびエンジニアリング等の事業を吸収分割統合。グローバル市場向け契約窓口のみとなった。
- 2023年 - 本社を東京都千代田区丸の内の丸の内二重橋ビルに移転。

## 事業内容
発電システム事業を行っており、蒸気タービンや大型ボイラーを製造している。旧日立の事業所では、蒸気タービンに特に実績があり、重工業の分野では「タービンの日立」とも呼ばれる（その昔GEが設計したタービン翼があまりに複雑な形状でGE自らが製品化出来なかった際にも、GEからの依頼を受けた日立工場の技術陣が製品化したエピソードがある）。

## 不祥事
同社がタイで受注した火力発電所の建設事業に関連して、同社の元取締役ら3人が、現地の公務員に約3,900万円の賄賂を渡していたとして、2018年7月20日に不正競争防止法違反（外国公務員への賄賂）で東京地方検察庁特別捜査部に在宅起訴された。同社はこの件では、同年6月から日本国内で導入が開始された司法取引に初の合意をしており、法人としての同社は不起訴となった。
元執行役員ら2人に執行猶予付きの懲役刑を2019年3月1日に東京地方裁判所で言い渡された。元取締役も地裁では元執行役員らとの共謀が認定され執行猶予付きの懲役刑を言い渡されたが、二審の東京高等裁判所は、部下らに代替手段を検討するよう促していたため、「贈賄には消極的だった」として共謀を否定し一審判決を破棄。しかし明確に反対しなかったのは一種のお墨付きに等しく、部下らに賄賂を渡しやすくした」と判断し、ほう助の罪で罰金250万円を言い渡された。検察、被告人双方が上告していたが、2022年5月20日、最高裁判所は「説得的な論拠を示しているとは言いがたい」として二審判決を破棄した。執行猶予付きの懲役刑とした一審判決が確定する。